# Еббі (The Last of Us)
Ебіґейл «Еббі» Андерсон (англ. Abigail "Abby" Anderson) — персонаж відеогри The Last of Us Part II компанії Naughty Dog. Її зображує Лора Бейлі через захоплення руху та озвучування. Солдат Фронту визволення Вашингтона (ФВВ), Еббі прагне помститися за смерть батька, вбивши Джоела Міллера. Пізніше її союзники починають сумніватися в ній, коли вона знайомиться з двома колишніми членами серафітів, релігійного культу, з яким ФВВ перебуває у стані війни. Еббі є одним з двох основних ігрових персонажів у грі, поряд з Еллі.
Еббі створили Ніл Дракманн і Хеллі Гросс, автори The Last of Us Part II. Початковий перехід на гру від імені Еббі був зроблений, щоб продемонструвати її особистість; Дракманн хотів, щоб гравці ненавиділи Еббі на початку гри, але пізніше співпереживали їй через її недоліки та намагання спокути. Він не хотів брати Бейлі на кастинг через те, що у неї багато ролей, але був вражений її прослуховуванням і тим, як вона зіграла на вразливості Еббі. Готуючись до ролі, Бейлі багато тренувалася, а під час зйомок народила свого першого сина. Вона також готувалася, досліджуючи людей, які брали участь у війнах, та їхні механізми подолання труднощів. Обличчя Еббі було змодельоване з Джоселін Меттлер, а тіло - з Колін Фотш.
Персонаж Еббі був добре сприйнятий критиками, багато хто відзначив, що її історія спокути була правдоподібною і зробила героїню симпатичною до кінця гри. Її ігрові глави викликали суперечки серед гравців, а Бейлі стала об'єктом смертельних погроз в Інтернеті; деякі критики вважали, що персонаж був несправедливо ображений, а критика її м'язистої статури була наслідком відсутності різноманітності тіл у відеоіграх. Гра Бейлі отримала широке визнання і нагороди Британської академії ігор, The Game Awards та NAVGTR Awards.

## Створення

### Проектування і кастинг
Еббі описують як «владну людину», її фізична статура відображає роки тренувань і боїв. Її дизайн пройшов кілька ітерацій, з метою зобразити її як «здібну, практичну та сильну». Під час прослуховування акторів для Еббі, креативний директор Ніл Дракманн спеціально не хотів брати на роль Лору Бейлі через її велику кількість ролей; спочатку він розглядав Бейлі на роль Діни. Однак, переглянувши запис її прослуховування, Дракманн був вражений тим, як Бейлі зіграла вразливість Еббі, в той час як інші актори підкреслювали її гнів. Бейлі вважає гру важливою для себе особисто, оскільки під час зйомок вона народила свого першого сина. До вагітності Бейлі займалася спортом, готуючись до ролі. Вона готувалася до ролі, досліджуючи людей, які пройшли війну, та їхні механізми подолання труднощів. Під час виконання сцени, в якій Еббі вбиває Джоела, якого грає друг Бейлі Трой Бейкер, Бейлі постійно зв'язувалася з Бейкером через напруженість сцени. Обличчя Еббі засноване на Джоселін Меттлер, художниці з візуальних ефектів, яка раніше працювала в Naughty Dog, а її тіло - на спортсменці Колін Фотш.

### Написання
У ранній ітерації сюжету юна Еббі стала свідком нападу на її групу Джоела і Томмі, які на той час були мисливцями (в проміжку 20 років між початком пандемії і початком подій першої частини), і присягнулася помститися. З розвитком сюжету і теми насильства сценаристам стало цікавіше, щоб батько Еббі був убитий гравцем у першій грі і був безпосередньо пов'язаний з діями Джоела. Перехід до Еббі в першому розділі гри був зроблений для того, щоб продемонструвати її особистість і вразливість та уникнути її зображення як типового антагоніста. Спочатку вона мала бути основним ігровим персонажем на початку гри до вбивства Джоела, але сюжет був реструктуризований, і Дракманн відчув, що персоналізація персонажа на початку гри була «занадто легкою»; він хотів, щоб гравці ненавиділи Еббі на початку гри, але згодом співпереживали їй. Він уникав писати її як «ідеального» персонажа, натомість спонукав до співпереживання через її недоліки та спокутувальні дії. Дракманн сказав Бейлі уникати посмішки в ролі Еббі, зазначивши, що «це має виглядати як нагорода, якщо вона посміхається». Однією з найпомітніших вразливостей Еббі є її страх висоти.
У деяких сценах флешбеків гри з Еббі спочатку показано, як вона приєднується до ФВВ, хоча це було несвідомим рішенням з її боку, оскільки лідер ФВВ був членом її колишньої групи і виступав для неї як батько. Мета Еббі - вбити Джоела - підживлювалася її бажанням повернутися у світ, який існував до смерті її батька, але вона розуміє, що це неможливо. Ставши свідком відмови Овена від пошуку «світла» у світі темряви, вона знаходить власну мету в захисті Яри та Лева, що, на думку Дракманна, віддзеркалює дугу спокути Джоела з першої гри. Овен уособлює емоції на противагу песимізму Еббі. Перешкоди, які вона долає, збираючи медикаменти для порятунку життя Яри, демонструють, як далеко вона піде, щоб допомогти дітям і спокутувати свою провину. Співрежисер гри Курт Маргенау вважає, що Еббі надихнулася відмовитися від свого угруповання, побачивши бунтарську натуру Лева. Благання Еббі до угруповання «Гримучників» у Санта-Барбарі залишити Лева в спокої є навмисною паралеллю з благанням Еллі до Еббі пощадити Джоела на початку гри. Під час зйомок фінальної частини бійки Еббі та Еллі, в якій Еллі намагається втопити Еббі, схопивши її за горло і притиснувши до мілководдя, перш ніж врешті-решт пощадити її, Бейлі затамувала подих на всю сцену; Ешлі Джонсон, яка грає Еллі, відпустила її, коли зрозуміла, що губи Бейлі синіють. Бейлі відчула, що до кінця гри Еббі зрозуміла емоції Еллі, адже сама пережила смерть батька.

## Поява
Батько Еббі, Джеррі Андерсон, був хірургом Світляків, якого Джоел вбив наприкінці першої гри у Солт-Лейк-Сіті, щоб врятувати Еллі. Чотири роки по тому, коли їй було трохи більше двадцяти, вона вистежила Джоела в Джексоні, штат Вайомінг, і забила його до смерті ключкою для гольфу. Через деякий час, повернувшись до Сіетла, Еббі дізнається, що її колишній хлопець Овен зник під час розслідування справи серафимів, релігійного культу, який веде війну з Фронтом визволення Вашингтона, членом ополчення якого є Еббі. Лідер ФВВ Айзек Діксон вважає, що Овен міг дезертирувати, і планує напасти на сусіднє острівне поселення серафитів. Шукаючи Овена, Еббі потрапляє в полон і стає свідком того, як серафіти розтрощують руку серафітки-втікачки на ім'я Яра. Врятовані молодшим братом Яри, Левом, вони прибувають до акваріума, де Еббі знаходить Овена. Він планує відплисти до Санта-Барбари, що у Каліфорнії, де нібито відбувається перегрупування Світляків, і у них відбувається романтична зустріч. Рука Яри потребує ампутації, тож Еббі та Лев забирають медикаменти з лікарні, яка кишить зараженими. Лев тікає до поселення серафимів, щоб переконати їхню матір покинути культ. Еббі та Яра переслідують його, відбиваючись від нападу Томмі, мстивого молодшого брата Джоела.
У поселенні вони дізнаються, що Лев вбив свою побожну матір внаслідок самозахисту. Коли на поселення нападають ФВВ, Яра вбиває Айзека і жертвує собою, щоб дати змогу Еббі та Леву втекти. Еббі і Лев повертаються до акваріума, де знаходять вбитих Овена і його вагітну дівчину Мел, а також карту, що веде до схованки Еллі в театрі. У театрі Еббі вбиває Джессі і стріляє в Томмі, калічачи його. Вона перемагає Еллі та Діну, але, дізнавшись, що Діна вагітна, за наполяганням Лева щадить їх і попереджає, щоб вони не повертались. Через деякий час Еббі і Лев прибувають до Санта-Барбари в пошуках Світляків, але потрапляють у полон до Гримучників, банди рабовласників-бандитів. Знесилені тижнями катувань, вони потрапляють у полон до Еллі. Погрожуючи вбити Лева, Еллі змушує Еббі битися з нею. Еллі перемагає її, але залишає їй життя. Еббі відпливає з Левом до бази Світляків на острові Каталіна.

## Сприйняття
Персонаж Еббі отримав загалом позитивні відгуки від критиків, а гра Бейлі була високо оцінена. Джон Сааведра з Den of Geek похвалив Бейлі за те, що вона оживила Еббі і змусила гравця співпереживати їй до кінця гри. Він високо оцінив товариські стосунки героїні з її товаришами, особливо з Менні. Кейтлін Галіз-Роу з VG247 відчула дугу спокути Еббі більш правдоподібною і важливою, ніж інші в грі. Джейсон Шиен з NPR написав, що погляд на історію з точки зору Еббі доводить, що її помста була «такою ж заслуженою», як і помста Еллі. Кет Бейлі з USgamer високо оцінила амбіційність проекту, але відчула, що він «ледь-ледь» впорався з поставленим завданням. Дін Такахаші з VentureBeat дійшов висновку, що Еббі спокутувала свою провину, пощадивши Еллі, і похвалив здатність Naughty Dog зробити персонажа симпатичним до кінця гри. Рафаель Мотамайор з The New York Observer знайшов історію Еббі такою ж цікавою, як і історію Еллі, і відчув, що її використання в сюжеті зробило Еллі кращим персонажем. Джесс Джохо з Mashable вважав історію Еббі більш нюансованою і переконливою, але критикував обох персонажів за те, що вони занадто сильно покладаються на свої стосунки з батьками; Джохо вважав, що найкраще історія була розкрита за допомогою Еббі і Лева.
Розділи, в яких можна було грати за Еббі, викликали суперечки серед гравців, які очікували, що більшу частину гри вони будуть грати за Еллі. Пишучи для Collider, Дейв Трамбор вважав, що Еббі була несправедливо ображена аудиторією, яка не зрозуміла послання та підтекст історії. Деякі гравці критикували м'язисту статуру Еббі, і в мережі поширилися теорії, що вона була трансгендером; Патриція Ернандес з Polygon і Емі Коулс з The Independent стверджували, що таке сприйняття було результатом відсутності різноманітності тіл в іграх, і що історія показала, що Еббі мала ресурси для досягнення своєї статури. Бейлі стала об'єктом погроз смерті в Інтернеті у відповідь на персонажа; Naughty Dog випустила заяву із засудженням погроз, а Бейлі підтримали Джеймс Ганн, Ешлі Джонсон і Крейг Мезін, серед інших. У лютому 2022 року вона сказала, що продовжує бачити «залишки цього в Інтернеті».
За свою роль Бейлі отримала нагороду за найкращу жіночу роль на церемонії The Game Awards 2020 і IGN, а також перемогла у номінації «Виконавиця головної ролі» на 17-й церемонії вручення нагород Британської академії ігор, і разом із Джонсон стала переможницею у номінації «Видатна жіноча роль у драмі» на премії NAVGTR Awards. Бейлі була номінована на 19-ту премію Game Audio Network Guild Awards за найкраще озвучення та на премію Great White Way Award за найкращу акторську роботу в грі на 10-й щорічній премії New York Game Awards, а Еббі була номінована на 24-ту щорічну премію D.I.C.E. Awards за видатні досягнення у грі за персонажа.